# Кенош
Кено́ш (фр. Quenoche) — коммуна во Франции, находится в регионе Франш-Конте. Департамент — Верхняя Сона. Входит в состав кантона Рьоз. Округ коммуны — Везуль.
Код INSEE коммуны — 70431.

## География
Коммуна расположена приблизительно в 320 км к юго-востоку от Парижа, в 26 км севернее Безансона, в 18 км к югу от Везуля.
По территории коммуны протекает река Кенош. Половина территории коммуны покрыта лесами.

## Население
Население коммуны на 2010 год составляло 206 человек.
| 1962 | 1968 | 1975 | 1982 | 1990 | 1999 | 2010 |
| ---- | ---- | ---- | ---- | ---- | ---- | ---- |
| 103  | 114  | 123  | 116  | 125  | 116  | 206  |

## Экономика

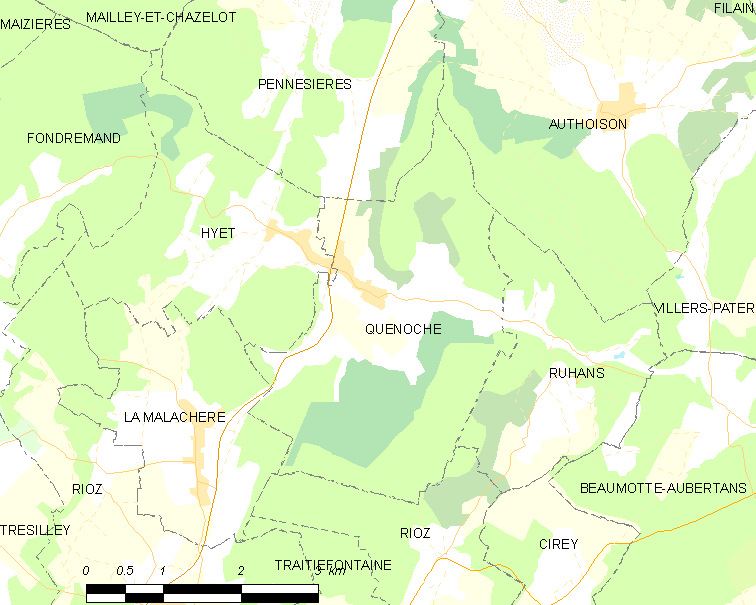
Карта коммуны

В 2010 году среди 134 человек трудоспособного возраста (15—64 лет) 109 были экономически активными, 25 — неактивными (показатель активности — 81,3 %, в 1999 году было 68,8 %). Из 109 активных жителей работали 104 человека (57 мужчин и 47 женщин), безработных было 5 (0 мужчин и 5 женщин). Среди 25 неактивных 7 человек были учениками или студентами, 11 — пенсионерами, 7 были неактивными по другим причинам.